# Manoir de Mézaubran
Le manoir de Mézaubran est situé sur la commune française de Minihy-Tréguier, dans le département des Côtes-d'Armor.

## Historique
Ancienne propriété de la famille Le Gualès.
Le monument fait l’objet d’une inscription au titre des monuments historiques depuis le 20 janvier 1926.

## Description
Le logis remontant partiellement aux années 1400 jouxte une remise à arcades, rajoutée au milieu du XVIe siècle.
Une chapelle du XVIIe siècle dédiée à saint Joseph d'Arimathie appartient à la propriété.